# Jiří Slavíček (režisér)

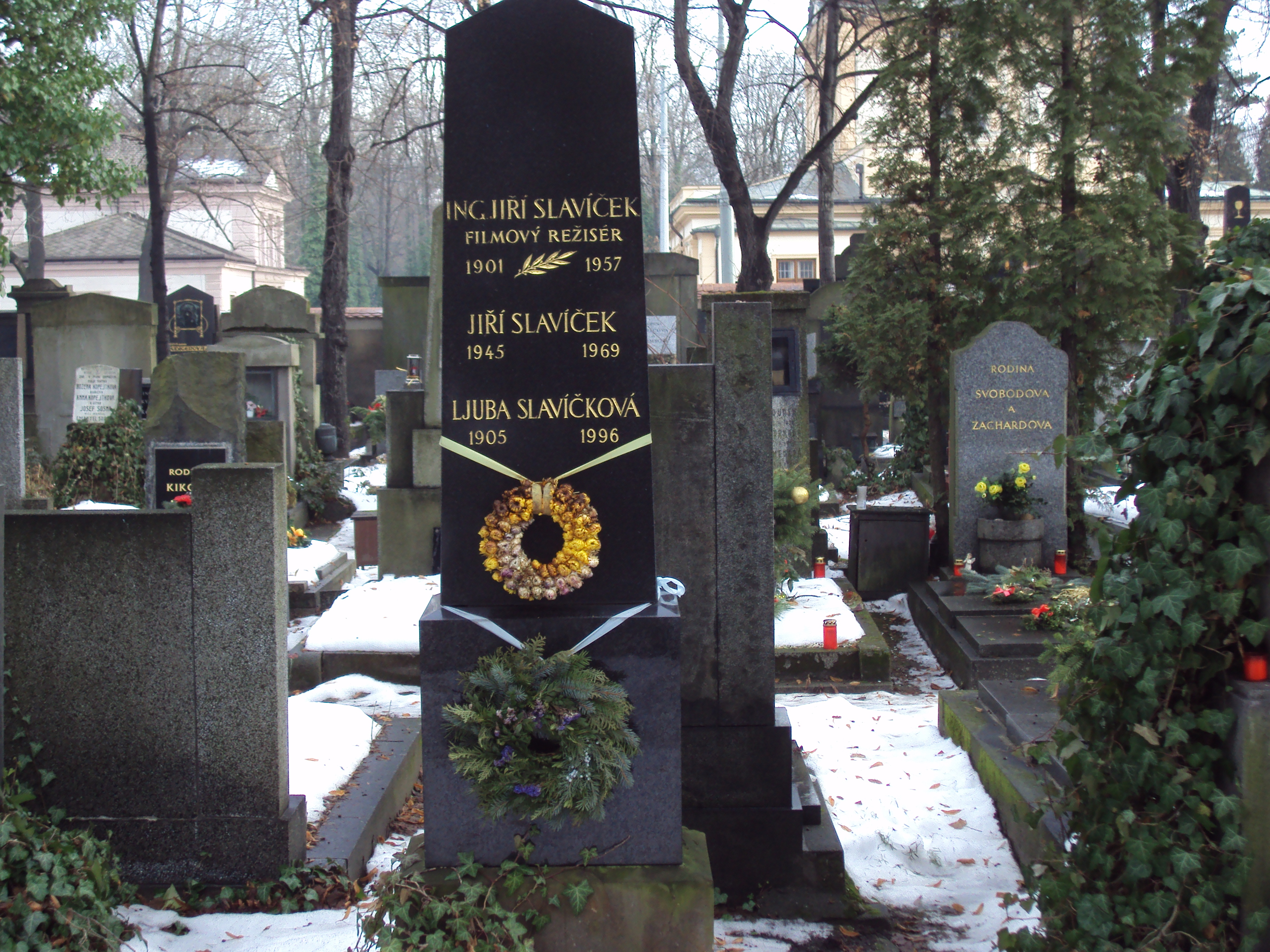
Hrob na Olšanských hřbitovech

Jiří Slavíček (31. července 1901 Praha – 18. srpna 1957 Příbram) byl český filmový střihač, scenárista a režisér, syn malíře Antonína Slavíčka a bratr malíře Jana Slavíčka.

## Život
Původně měl být inženýrem a strojní inženýrství také řádně vystudoval na pražském ČVUT, nicméně rodinné umělecké sklony se nakonec stejně prosadily. Toužil stát se filmařem. V roce 1929 se vydal na studijní cestu do amerického Hollywoodu. Zde studoval zejména filmovou techniku a stal se zde posléze střihačem. V roce 1930 se vrátil do zpět do Československa a stal se nejprve střihačem v Barrandovských filmových ateliérech. Později začal i režírovat, k některým filmům si psal i své vlastní scénáře. Jeho filmová tvorba však nikdy nepřekročila tehdejší dobový průměr. Jeho tvorbu přerušila, tak jako mnoha jiným českým umělcům, nacistická okupace za druhé světové války.
Po druhé světové válce se věnoval i organizátorské a pedagogické činnosti, pracoval jako ředitel Státních filmových ateliérů, působil i jako učitel na Střední filmové škole v Čimelicích.

## Filmografie
- 1936 Golem
- 1937 Jarčin profesor
- 1937 Armádní dvojčata* 1938 Zborov
- 1938 Soud boží
- 1939 Vzhůru nohama
- 1938 Cestou křížovou
- 1939 Hvězda z poslední štace
- 1940 Směry života
- 1941 Pantáta Bezoušek
- 1944 Kluci na řece
- 1947 Podobizna
- 1948 Dvaasedmdesátka
- 1949 Dnes o půl jedenácté
- 1951 Mordová rokle
- 1952 Konec strašidel